# ليزا هو
ليزا هو (بالإنجليزية: Lisa Ho)‏ هي مصممة أزياء أسترالية، ولدت في 1963.

## وصلات خارجية
- الموقع الرسمي